# Plesiocleidochasma fallax
Plesiocleidochasma fallax är en mossdjursart som först beskrevs av Canu och Bassler 1929.  Plesiocleidochasma fallax ingår i släktet Plesiocleidochasma och familjen Phidoloporidae. Inga underarter finns listade i Catalogue of Life.